# 髙橋信二
髙橋 信二（たかはし しんじ、1978年8月7日 - ）は、岡山県津山市出身の元プロ野球選手（捕手・内野手、右投右打）、コーチ。

## 経歴

### プロ入り前
高校は地元の岡山県立津山工業高校に進学するも、甲子園大会出場は無く全くの無名選手であった。そのため、東北福祉大学に進学する予定であったが、1996年11月21日に行われたドラフト会議で、日本ハムファイターズから7位指名を受け、捕手として入団した。背番号は62。

### 日本ハム時代
1997年から1999年までの3年間は一軍出場機会がなかった。2年目の1998年には、ニューヨーク・ヤンキースの傘下チームに留学し、トレイ・ヒルマンから指導を受けた。
2000年に最終戦でプロ初出場し、初打席で初安打（二塁打）と初打点を記録した。
2001年、2002年ともに一軍出場機会は少なく、ここまでのプロ6年間で、一軍出場は25試合に終わっていた。2002年オフに、背番号が30に変更となった。
2003年、正捕手候補だった實松一成と山田勝彦がキャンプ開始直後に故障したため、この年から監督に就任したヒルマンは、開幕戦で高橋を捕手として先発出場に抜擢。實松と山田が復帰後も捕手として起用され続け、規定打席には到達しなかったが、パシフィック・リーグ捕手としてはリーグ2位の12本塁打を記録した。
2004年は115試合に出場し、初めて規定打席に到達する。日本ハムの捕手として歴代最多の26本塁打、84打点を記録。オールスターゲームにも初めて選出された。得点圏打率はリーグ3位、満塁ではリーグ1位。アテネオリンピックで小笠原道大の不在時は3番フェルナンド・セギノール、4番髙橋のクリーンナップを組んだこともあった。
2005年は、4月の試合中に一塁へスライディングした際、左膝の靭帯を断裂して戦線離脱。復帰後、8月21日のオリックス・バファローズ戦に捕手として出場中、クリフ・ブランボーのタックルを受けて再度戦線を離脱し、54試合の出場に留まった。
2006年は、開幕戦で先発マスクを被るも打撃が不振で、この年台頭した鶴岡慎也との併用が多くなり78試合の出場に留まった。
2007年は、「レギュラー奪還・リード向上・本塁打20本以上」を目標として掲げ、前半戦で打率3割を残し監督推薦で2度目のオールスターゲーム出場。シーズンでは112試合に出場し、本塁打も3年ぶりに2桁を到達した。しかし、捕手としての力が鶴岡の方が勝り始めた事、長打力も考慮され捕手以外に指名打者として出場することもあった。
この年はシーズンを通して、FAで巨人に流出した小笠原道大に代わる四番打者として起用され、巨人との日本シリーズでは敢闘賞を受賞した。
オフに、背番号が小笠原が付けていた2に変更となった。

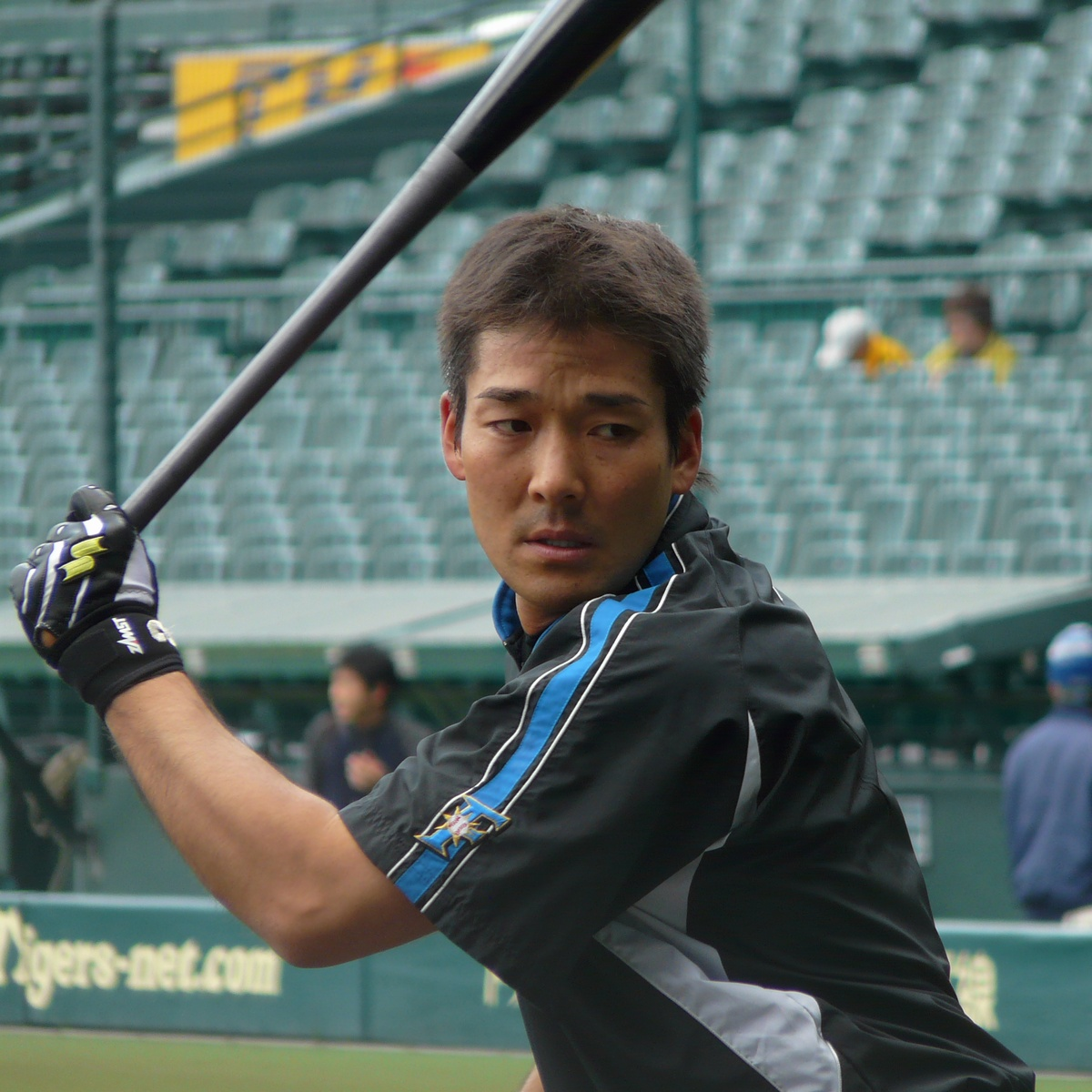
日本ハム時代

2008年は、4月1日の試合で数年前から二軍で実戦経験を積んでいた一塁手で先発出場してからは、この年のチームの右の強打者不足もあって、捕手・指名打者以外に一塁手としての出場も増えたが、武田勝と藤井秀悟、ライアン・グリンなどが先発投手の試合では捕手を務めるなと、一塁手と捕手として、46試合ずつ先発出場した。藤川球児から死球を受け離脱した影響もあり、規定打席には到達しなかったが、108試合に出場し、100安打も記録するなど前年よりも打率がアップした。
2009年は、WBC選考メンバーに入るも、日本代表のメンバー入りはならなかった。シーズンは新人の大野奨太が加わったことや、右膝を痛めたこともあって、捕手としてではなく一塁手としての出場がほとんどとなる。オールスターでは捕手として選出されたが、捕手ではなく一塁手として出場。セ・パ交流戦では打率.411で、交流戦首位打者を獲得した。最終的に、自己最多の134試合に出場し、2004年以来の規定打席にも到達してキャリア初の打率3割を達成。状況によっては送りバントを行ったり、本塁打狙いではなく、安打や四球で次の打者に繋ぐことも心がける、「繋ぎの四番」として定着した。クライマックスシリーズ第2ステージでも、第2戦で岩隈久志から決勝の2点適時打を記録するなど活躍し、敢闘賞を受賞。ゴールデングラブ賞とベストナインを一塁手部門で初受賞したが捕手へのこだわりは捨てておらず、「来年以降も捕手登録のままで」と宣言した。オフに4800万円増となる推定年俸1億2000万円で契約を更改した。
2010年も開幕から4番を務めたが、前年のような打棒は発揮できず打撃不振に陥った。さらに、7月1日の埼玉西武ライオンズ戦では、藤田太陽の投球を頭部に受けて、聴覚に微弱な障害が残り、検査の結果内耳振とうと診断され入院。同27日に一度は復帰するが、8月1日の西武戦で目眩を訴えて、翌日に登録抹消され自宅療養となり、閉幕まで一軍に復帰できなかった。なお、藤田は後日本人のもとに出向き、死球を謝罪したという。最終的な成績は、70試合の出場で打率.242、3本塁打に終わった。オフにはシーズン途中に獲得したFA権について「極力このチームにいたいと思う」と残留希望を明言し、FA権を行使せずに、野球協約が定める40%の減額制限を超える5000万円減となる推定年俸7000万円で契約を更改した。
2011年は、一塁手にマイカ・ホフパワーや稲葉篤紀が起用されたため、一軍出場がなく、5月9日に金銭トレードで読売ジャイアンツへ移籍した。背番号は31。

### 巨人時代
巨人では右の代打や一塁の守備固めとして期待されたが、同じく千葉ロッテマリーンズから移籍してきた大村三郎らの存在もあり、27試合の出場で打率.182と、結果を出すことはできなかった。また、移籍後は内野手登録となったが、9月3日には2009年8月25日以来2年ぶりとなる捕手での出場を果たした。オフには出場機会を求め、球団に自由契約での退団を申し入れ、11月21日に自由契約となった。その後、12月15日にオリックス・バファローズが獲得を発表した。背番号は6。

### オリックス時代
2012年1月25日に、ミンチェと共に入団会見を行った。開幕戦は5番・指名打者で迎え、開幕4戦目の古巣・日本ハム戦では3安打猛打賞を記録したが、やがて調子を落とし、疲労性の腰痛のため4月27日に登録抹消。その後5月22日に登録されたも、5試合で8打数無安打に終わり再度二軍降格。8月14日に再度昇格すると、同日の対西武戦でスタメン出場し、2回裏の第1打席で岸孝之から移籍後第1号となる逆転2ランを記録した。8月22日の対日本ハム戦では、2点本塁打を含む4安打5打点の活躍を見せたが、8月26日に3度目の登録抹消となり、そのままシーズンを終えた。最終的に28試合の出場で打率.202、2本塁打、12打点に終わった一方で、得点圏打率は.320を記録した。
2013年は開幕を二軍で迎えた。5月3日に一軍登録されるとその日のゲームに代打で出場しシーズン初安打、その後一時は打率1割台にまで下がるが5月23日の対中日ドラゴンズ戦にスタメン出場し本塁打を記録すると徐々に調子を上げていき一軍に定着。6月23日の対東北楽天ゴールデンイーグルス戦では、9回裏に代打で出場すると則本昂大から右越サヨナラ適時二塁打を記録した。このサヨナラ打で、自身初の月間サヨナラ賞を受賞した。最終的に、前年を上回る51試合に出場したが、打率は.219に終わった。
2014年は開幕戦は7番・一塁手でスタメンだったが、その後出場機会が減少し10試合の出場に留まった。10月25日に球団から戦力外通告を受け、12月2日に自由契約公示された。

### 独立リーグ・信濃時代
オリックス退団後は12球団合同トライアウトに参加したが、獲得に乗り出す球団はいなかった。12月15日に、2015年よりBCリーグの信濃グランセローズに選手兼総合コーチとして入団することが発表された。背番号は6。
8月18日、監督の岡本克道が辞任したため、監督代行に就任した。この年は選手としては開幕前に脇腹を痛めた影響もあって、3試合の出場で10打数無安打に終わり、シーズンオフに退団、現役を引退した。

### 現役引退後
信濃退団後の10月23日、2016年より、古巣・日本ハムの捕手コーチ兼打撃コーチ補佐に就任することが発表された。背番号は78。就任後の2016年3月1日のオープン戦（札幌ドーム）前には、引退セレモニーが執り行われた。
2018年からは二軍バッテリーコーチ兼打撃コーチ補佐を、2021年からは一軍打撃コーチを務め、2021年限りで契約満了に伴い退団した。
日本ハム退団後の12月6日、2022年より、オリックスの打撃コーチに就任することが発表された。背番号は85。2025年からは一軍・二軍の区別が無くなり、肩書が二軍打撃コーチになった。

## プレースタイル

### 打撃
日本ハム時代は低めの打球をスタンドに運ぶ技術を備えたチーム屈指の長打力を誇り、本塁打を狙う大振りのスイングで打球にバックスピンをかけて長打を狙う打撃を持ち味としていたが、徐々に広角に打球を放つミート中心の打撃となった。2008年から2010年にかけての通算得点圏打率.310と勝負強さも兼ね備え、得点圏時には長打よりもミートを意識した打撃に切り替える状況に応じた打撃もできる。犠打もそつなくこなす。

### 守備・走塁
50メートル走6.2秒、一塁到達4.2秒台前半と捕手としては俊足を誇り、高校時代には3年時に48試合で22盗塁を記録したこともある。捕手としては地肩は強いものの送球の安定感に欠け、リード面でも内角を攻められず外角中心になる点を課題としており、2008年からは一塁手としての出場が主になり、巨人とオリックスでは内野手登録となっていた。

## 人物
夫人は元読売ジャイアンツのマスコットガール（チームジャビッツ21）のメンバーであり、2002年度のヴェルディガールズでもある岩田梨恵。長女は、少女歌劇団ミモザーヌの元メンバーで、吉本興業に所属する女優、タレントの高橋舞音（旧芸名：たかはしまお）。
趣味はミュージカル鑑賞。

## 詳細情報

### 年度別打撃成績
| 年 度      | 球 団      | 試 合 | 打 席 | 打 数 | 得 点 | 安 打 | 二 塁 打 | 三 塁 打 | 本 塁 打 | 塁 打 | 打 点 | 盗 塁 | 盗 塁 死 | 犠 打 | 犠 飛 | 四 球 | 敬 遠 | 死 球 | 三 振 | 併 殺 打 | 打 率 | 出 塁 率 | 長 打 率 | O P S |
| ---------- | ---------- | ----- | ----- | ----- | ----- | ----- | -------- | -------- | -------- | ----- | ----- | ----- | -------- | ----- | ----- | ----- | ----- | ----- | ----- | -------- | ----- | -------- | -------- | ----- |
| 2000       | 日本ハム   | 1     | 1     | 1     | 0     | 1     | 1        | 0        | 0        | 2     | 1     | 0     | 0        | 0     | 0     | 0     | 0     | 0     | 0     | 0        | 1.000 | 1.000    | 2.000    | 3.000 |
| 2001       | 日本ハム   | 16    | 23    | 22    | 2     | 6     | 0        | 0        | 0        | 6     | 3     | 1     | 0        | 0     | 0     | 1     | 0     | 0     | 6     | 2        | .273  | .304     | .273     | .577  |
| 2002       | 日本ハム   | 8     | 12    | 12    | 0     | 3     | 1        | 0        | 0        | 4     | 2     | 0     | 0        | 0     | 0     | 0     | 0     | 0     | 4     | 0        | .250  | .250     | .333     | .583  |
| 2003       | 日本ハム   | 105   | 336   | 309   | 34    | 81    | 16       | 1        | 12       | 135   | 49    | 3     | 0        | 5     | 2     | 15    | 0     | 5     | 73    | 4        | .262  | .305     | .437     | .742  |
| 2004       | 日本ハム   | 115   | 452   | 404   | 66    | 115   | 19       | 2        | 26       | 216   | 84    | 2     | 1        | 3     | 5     | 34    | 2     | 6     | 93    | 7        | .285  | .345     | .535     | .880  |
| 2005       | 日本ハム   | 54    | 174   | 164   | 12    | 37    | 8        | 0        | 5        | 60    | 27    | 1     | 0        | 1     | 2     | 3     | 1     | 4     | 33    | 1        | .226  | .254     | .366     | .620  |
| 2006       | 日本ハム   | 78    | 242   | 223   | 26    | 56    | 3        | 2        | 6        | 81    | 19    | 2     | 2        | 3     | 3     | 10    | 0     | 3     | 42    | 3        | .251  | .289     | .363     | .652  |
| 2007       | 日本ハム   | 112   | 422   | 385   | 38    | 98    | 23       | 0        | 10       | 151   | 43    | 2     | 0        | 4     | 3     | 26    | 0     | 4     | 64    | 9        | .255  | .306     | .392     | .698  |
| 2008       | 日本ハム   | 108   | 394   | 357   | 33    | 102   | 19       | 0        | 9        | 148   | 58    | 3     | 2        | 7     | 3     | 24    | 2     | 3     | 74    | 13       | .286  | .333     | .415     | .748  |
| 2009       | 日本ハム   | 134   | 558   | 508   | 66    | 157   | 22       | 1        | 8        | 205   | 75    | 7     | 2        | 7     | 3     | 35    | 1     | 5     | 78    | 16       | .309  | .358     | .404     | .761  |
| 2010       | 日本ハム   | 70    | 272   | 244   | 21    | 59    | 6        | 0        | 3        | 74    | 31    | 0     | 0        | 0     | 0     | 23    | 1     | 5     | 34    | 4        | .242  | .320     | .303     | .623  |
| 2011       | 巨人       | 27    | 49    | 44    | 1     | 8     | 2        | 0        | 0        | 10    | 3     | 0     | 1        | 1     | 0     | 4     | 0     | 0     | 8     | 0        | .182  | .250     | .227     | .477  |
| 2012       | オリックス | 28    | 93    | 89    | 4     | 18    | 3        | 0        | 2        | 27    | 12    | 0     | 0        | 0     | 0     | 4     | 1     | 0     | 15    | 3        | .202  | .237     | .303     | .540  |
| 2013       | オリックス | 51    | 99    | 96    | 4     | 21    | 6        | 0        | 1        | 30    | 9     | 1     | 0        | 0     | 0     | 2     | 0     | 1     | 18    | 2        | .219  | .242     | .313     | .555  |
| 2014       | オリックス | 10    | 32    | 30    | 3     | 6     | 2        | 0        | 0        | 8     | 0     | 0     | 0        | 0     | 0     | 2     | 0     | 0     | 3     | 0        | .200  | .250     | .267     | .517  |
| 通算：15年 | 通算：15年 | 917   | 3159  | 2888  | 310   | 768   | 131      | 6        | 82       | 1157  | 416   | 22    | 8        | 31    | 21    | 183   | 8     | 36    | 545   | 64       | .266  | .316     | .401     | .718  |

### 年度別守備成績
| 年 度 | 球 団      | 捕手  | 捕手  | 捕手  | 捕手  | 捕手  | 捕手  | 捕手     | 捕手     | 捕手     | 捕手     | 捕手     | 一塁  | 一塁  | 一塁  | 一塁  | 一塁  | 一塁     |
| 年 度 | 球 団      | 試 合 | 刺 殺 | 補 殺 | 失 策 | 併 殺 | 捕 逸 | 守 備 率 | 企 図 数 | 許 盗 塁 | 盗 塁 刺 | 阻 止 率 | 試 合 | 刺 殺 | 補 殺 | 失 策 | 併 殺 | 守 備 率 |
| ----- | ---------- | ----- | ----- | ----- | ----- | ----- | ----- | -------- | -------- | -------- | -------- | -------- | ----- | ----- | ----- | ----- | ----- | -------- |
| 2001  | 日本ハム   | 7     |       |       | 0     | 0     | 0     | 1.000    | 0        | 0        | 0        | -        | -     | -     | -     | -     | -     | -        |
| 2002  | 日本ハム   | 6     |       |       | 0     | 0     | 0     | 1.000    | 3        | 3        | 0        | .000     | -     | -     | -     | -     | -     | -        |
| 2003  | 日本ハム   | 105   |       |       | 5     | 8     | 6     | .990     | 84       | 63       | 21       | .250     | -     | -     | -     | -     | -     | -        |
| 2004  | 日本ハム   | 111   | 689   | 47    | 7     | 9     | 2     | .991     | 88       | 66       | 22       | .250     | -     | -     | -     | -     | -     | -        |
| 2005  | 日本ハム   | 49    | 244   | 18    | 0     | 4     | 1     | 1.000    | 31       | 23       | 8        | .258     | -     | -     | -     | -     | -     | -        |
| 2006  | 日本ハム   | 76    | 351   | 37    | 5     | 5     | 3     | .987     | 54       | 37       | 17       | .315     | -     | -     | -     | -     | -     | -        |
| 2007  | 日本ハム   | 104   | 557   | 44    | 4     | 8     | 3     | .995     | 58       | 41       | 17       | .293     | -     | -     | -     | -     | -     | -        |
| 2008  | 日本ハム   | 59    | 269   | 14    | 1     | 0     | 1     | .996     | 31       | 25       | 6        | .194     | 53    | 334   | 14    | 2     | 22    | .994     |
| 2009  | 日本ハム   | 12    | 36    | 2     | 0     | 0     | 0     | 1.000    | 3        | 2        | 1        | .333     | 110   | 949   | 33    | 1     | 70    | .999     |
| 2010  | 日本ハム   | -     | -     | -     | -     | -     | -     | -        | -        | -        | -        | -        | 62    | 556   | 20    | 5     | 54    | .991     |
| 2011  | 巨人       | 1     | 3     | 1     | 0     | 0     | 0     | 1.000    | 0        | 0        | 0        | -        | 15    | 91    | 5     | 2     | 8     | .980     |
| 2012  | オリックス | -     | -     | -     | -     | -     | -     | -        | -        | -        | -        | -        | 1     | 8     | 0     | 0     | 1     | 1.000    |
| 2013  | オリックス | -     | -     | -     | -     | -     | -     | -        | -        | -        | -        | -        | 7     | 36    | 0     | 0     | 0     | 1.000    |
| 2014  | オリックス | -     | -     | -     | -     | -     | -     | -        | -        | -        | -        | -        | 10    | 64    | 2     | 2     | 4     | .971     |
| 通算  | 通算       | 530   |       |       | 22    | 34    | 16    | .992     | 352      | 260      | 92       | .261     | 258   | 2038  | 74    | 12    | 159   | .994     |

- 太字年はゴールデングラブ賞受賞

### 表彰
NPB
- ベストナイン：1回（一塁手部門：2009年）
- ゴールデングラブ賞：1回（一塁手部門：2009年）
- 月間サヨナラ賞：1回（2013年6月）
- 日本シリーズ敢闘選手賞：1回（2009年）
- オールスターゲーム・ベストプレー賞：1回（2009年第1戦）
- ベスト・ファーザー イエローリボン賞 in 「プロ野球部門」（2010年）

### 記録

#### NPB
初記録
- 初出場：2000年10月8日、対西武ライオンズ27回戦（西武ドーム）、9回表に上田佳範の代打で出場
- 初打席・初安打・初打点：同上、9回表に豊田清から左翼線適時二塁打
- 初先発出場：2001年4月13日、対大阪近鉄バファローズ3回戦（大阪ドーム）、6番・指名打者で先発出場[注 1]
- 初盗塁：2001年8月26日、対大阪近鉄バファローズ24回戦（大阪ドーム）、9回表に二盗（投手：大塚晶文、捕手：的山哲也）
- 初本塁打：2003年4月8日、対オリックス・ブルーウェーブ1回戦（札幌ドーム）、6回裏に加藤大輔から右越2ラン

その他の記録
- 3月に満塁本塁打2本 ※プロ野球史上初
  - 2005年3月27日、対福岡ソフトバンクホークス2回戦（福岡Yahoo! JAPANドーム）、8回表に岡本劼能から
  - 2005年3月29日、対西武ライオンズ2回戦（札幌ドーム）、3回裏に涌井秀章から
- オールスターゲーム出場：3回（2004年、2007年、2009年）

### 独立リーグでの打撃成績
| 年 度     | 球 団     | 試 合 | 打 数 | 得 点 | 安 打 | 二 塁 打 | 三 塁 打 | 本 塁 打 | 打 点 | 三 振 | 四 球 | 死 球 | 犠 打 | 犠 飛 | 盗 塁 | 失 策 | 併 殺 打 | 打 率 | 出 塁 率 | 長 打 率 | O P S |
| --------- | --------- | ----- | ----- | ----- | ----- | -------- | -------- | -------- | ----- | ----- | ----- | ----- | ----- | ----- | ----- | ----- | -------- | ----- | -------- | -------- | ----- |
| 2015      | 信濃      | 3     | 10    | 0     | 0     | 0        | 0        | 0        | 0     | 2     | 0     | 0     | 0     | 0     | 0     | 0     | 0        | .000  | .000     | .000     | .000  |
| 通算：1年 | 通算：1年 | 3     | 10    | 0     | 0     | 0        | 0        | 0        | 0     | 2     | 0     | 0     | 0     | 0     | 0     | 0     | 0        | .000  | .000     | .000     | .000  |

### 背番号
- 62（1997年 - 2002年）
- 30（2003年 - 2007年）
- 2（2008年 - 2011年5月9日）
- 31（2011年5月10日 - 同年終了）
- 6（2012年 - 2015年）
- 78（2016年 - 2021年）
- 85（2022年 - ）

### 登録名
- 高橋 信二（たかはし しんじ、1997年 - 2011年）
- 髙橋 信二（たかはし しんじ、2012年 - ）